# Я, Мартин Лютер
«Я, Мартин Лютер» (исп. Yo, Martín Lutero) — пьеса драматурга Рикардо Лопеса Аранды в двух действиях, написанная в 1963 году. Опубликована в книжном издательстве La Avispa в 1984 году и в томе II избранных произведений автора в 1998 году.

## Сюжет
Историческая драма с Мартином Лютером в главных персонажах, охватывающая период с 1517 года (начало вопроса об индульгенциях) по 1525 года (казнь Томаса Мюнцера), в которой ставится, с одной стороны, вопрос о законности восстания против установленной власти, а с другой — дилемма между политической властью и личной свободой.

## История
Премьера пьесы была предпринята в 1967 году под названием «Самозванец» и снова в 1968 году уже под названием «Я, Мартин Лютер» в театре Марии Герреро (Мадрид), но франкистская цензура не позволила этого. Режиссёрами, которые пытались поставить эту пьесу на сцене, были Адольфо Марсильяч и Альберто Гонсалес Вергель, который даже начал репетировать её.
Он был предметом постановочных чтений в 1984 году в Доме Кантабрии в Мадриде и 12 марта 1999 года в Испанском театре в Мадриде по случаю презентации двух томов, в которых собраны избранные произведения Аранды под редакцией Ассоциации театральных авторов Испании при спонсорской поддержке правительства Кантабрии. Режиссёром выступил Анхель Фасио, а исполнителями — Мануэль Галиана, Пако Герас, Хуанхо Сеоан, Пепе Мартин, Пако Касарес, Ф. М. Пойка, Хуан Хеа, Хоан Льянерас и Тереза Пардо.